# Karl Pflock
Karl Tomlinson Pflock (San Jose, 6 gennaio 1943 – Placitas (contea di Sandoval), 5 giugno 2006) è stato un saggista statunitense conosciuto per i suoi libri di ufologia.

## Biografia
Pflock ha studiato all'Università Statale di San Jose, dove ha conseguito il bachelor of arts in filosofia e scienze politiche. Dal 1966 al 1972 ha lavorato come funzionario per la CIA e dal 1972 al 1981 per l'American Enterprise Institute. In seguito ha lavorato come assistente per i problemi della difesa per Jack Kemp (dal 1982 al 1983) e per Ken Kramer (nel biennio successivo). Dal 1985 al 1988 ha lavorato per il Pentagono e tra il 1989 e il 1982 per il Dipartimento dell'Energia degli Stati Uniti d'America e per alcune imprese private. Nel 1993 si è trasferito con la moglie Mary in Nuovo Messico per dedicarsi a tempo pieno all'attività di scrittore. È morto a 63 anni per una sclerosi laterale amiotrofica.

## Attività in ufologia
Appassionato di ufologia fin da ragazzo, Pflock ha fatto parte del NICAP e successivamente del CUFOS e del MUFON. All'inizio degli anni novanta, avendo ricevuto un finanziamento dal FUFOR per indagare sull’incidente di Roswell, si è trasferito con la moglie ad Albuquerque per dedicarsi a tempo pieno all’indagine. Dopo due anni, ha pubblicato i risultati dell'indagine nel libro Roswell in Perspective. Pur essendo nei riguardi degli UFO un assertore dell'ipotesi extraterrestre, Pflock è arrivato alla conclusione che non ci sono evidenze per affermare che a Roswell si sia schiantato un veicolo extraterrestre e ha ritenuto accettabile la spiegazione che si sia trattato dello schianto di un pallone sonda usato nel Progetto Mogul. Le conclusioni di Pflock hanno suscitato le ire di diversi ufologi, che lo hanno accusato di essere un debunker. In seguito Pflock ha scritto altri libri di ufologia, sia come autore che come curatore editoriale.

## Libri pubblicati

### Come autore
- Roswell in Perspective, Fund for UFO Research, 1994
- Roswell: Inconvenient Facts and the Will to Believe , Prometheus Books, 2001
- Con James W. Moseley (coautore), Shockingly Close to the Truth: Confessions of a Grave-Robbing Ufologist, Prometheus Books, 2002

### Come curatore editoriale
- Con Peter Brookesmith, Encounters at Indian Head: The Betty and Barney Hill UFO Abduction Revisited, Anomalist Books, 2007 (postumo)